# 1,000 Hours
Albums de Green Day
39/Smooth
(1990)
1,000 Hours est le premier EP enregistré par le groupe de punk rock américain Green Day.

## Enregistrement et sortie
Il a été enregistré en 1988, alors que le groupe s'appelait encore Sweet Children, et a été publié début 1989 en vinyle uniquement. Peu de temps après l'enregistrement de 1,000 Hours, le groupe changea son nom pour celui de Green Day, en dépit des objections du propriétaire de Lookout! Lawrence Livermore.
En 1991, 1,000 Hours a été réédité avec le EP Slappy et l'album 39/Smooth sur la compilation 1,039 Smoothed Out Slappy Hours.
Depuis le 24 mars 2009, 1,000 Hours (avec Slappy, leur deuxième EP) est ajouté sous forme de bonus à la réédition du vinyle de l'album 39/Smooth.

## Liste des titres
Face A
1. 1,000 Hours - 2:24
2. Dry Ice - 3:43

Face B
1. Only of You - 2:44
2. The One I Want - 2:59

## Musiciens
- Billie Joe Armstrong - Chant et guitare
- Mike Dirnt - Basse et chœurs
- Al Sobrante - Batterie